# 涙の虹/SAVE ME
「涙の虹/SAVE ME」（なみだのにじ／セーブ ミー）は、上戸彩の15枚目のシングルである。

## 解説
- 「涙の虹」では、上戸彩が初めて作詞に参加した。それまで作詞をしなかった理由としては「日記を読まれているようで恥ずかしいと思った」とのこと。

## 収録曲
1. 涙の虹
作詞:上戸彩・榊いずみ、作曲:YOO、編曲:松浦晃久
テレビ朝日系ドラマ『ホテリアー』主題歌
2. SAVE ME
作詞・作曲・編曲:葉山拓亮
3. way to heaven 〜100db mix〜
作詞:Shoko、作曲・編曲:平田祥一郎
4. 涙の虹 (Instrumental)
5. SAVE ME (Instrumental)